# Guo Xinghong
Guo Xinghong (em chinês:  郭 杏紅; nascida em 1 de abril de 1970) é uma ex-ciclista olímpico chinesa. Xinghong representou o seu país durante os Jogos Olímpicos de Verão de 1996, em Atlanta.